# Marc Castells Berzosa
Marc Castells Berzosa (Igualada, Barcelona, 23 de noviembre de 1972) es un político español. Alcalde de Igualada desde el 11 de junio de 2011, También fue presidente de la Diputación de Barcelona desde el 28 de junio del 2018 hasta el 11 de julio de 2019. Previamente había ejercido en la misma Institución como delegado del área de Educación y Tecnologías de la Información y la Comunicación entre 2011 y 2013, delegado de Infraestructuras, Urbanismo y Vivienda entre 2013 y 2015, y vicepresidente segundo y titular de Desarrollo Económico Local a partir de 2015.

## Trayectoria
Marc Castells inició su carrera en 1995 trabajando en el Consejo Comarcal de Anoia. Más tarde fue asesor del Presidente del Consejo Económico y Social de la Comarca de Anoia y asesor técnico de la Asociación Catalana de Municipios y Comarcas y del Consejo de Dirección del Servicio de Ocupación de Cataluña.
Marc Castells inició su actividad política en 1997 militante a la Joventut Nacionalista de Catalunya (JNC), donde presidió la agrupación de Anoia desde 1998 hasta 2000. Fue Consejero Nacional de la JNC de 1997 a 2002 y presidente de la Federación de las Comarcas Centrales de 1999 a 2002. Después militó en CDC desde 1997, siendo Consejero Nacional de CDC entre 1999 y 2003 y miembro de la Ejecutiva de la Federación de Comarcas Centrales de Cataluña desde 1999. Ha sido miembro de la Ejecutiva Comarcal de CDC desde 1999 hasta la actualidad. A nivel de la Federación de Convergència i Unió ha sido Consejero Nacional entre 2002 y 2003.
En 2007 fue elegido para encabezar la lista de CiU en las elecciones municipales de Igualada, tras ganar en la lucha interna ante Joaquim Romero (UDC). El partido obtuvo 6 regidores, lo mismo que la candidata y exdiputada Flora Sanabra en 2003, pero insuficientes para alcanzar la alcaldía, en manos de Jordi Aymamí, del PSC. A Castells le tocó entonces liderar la oposición.
El 3 de noviembre de 2009 fue elegido presidente del Consejo Comarcal de Anoia, después de que Xavier Boquete renunciara al cargo. En la elección, Marc Castells recibió el apoyo de los grupos de CiU y de ERC. En mayo de 2010 compareció en el Parlamento de Cataluña para solicitar la adscripción de Anoia al ámbito y la vegueria del Penedès. Su mandato como presidente del Consejo Comarcal finalizó el 22 de julio de 2011.
El 7 de marzo de 2011, Castells presentó su candidatura como alcaldable de CiU en Igualada, en un acto celebrado al Ateneo Igualadí. En las elecciones municipales de 2011, la lista encabezada por Marc Castells logró 10 regidores.  Este resultado, a un regidor de la mayoría absoluta, permitió a Marc Castells lograr la alcaldía de la ciudad que el socialista Jordi Aymamí mantenía desde 1999. Castells fue escogido alcalde el 11 de junio de 2011, con los 10 votos de CiU y los 2 de ERC-RI, grupo con el que pactó el gobierno de la ciudad.
En las elecciones municipales de 2015 la candidatura de CiU encabezada por Marc Castells repitió el triunfo logrado 4 años antes y obtuvo el 45,6 % de los sufragios, con más de 7.500 votos, un millar más que el 2011, con lo cual logró la mayoría absoluta con un total de once regidores, un más que el 2011.
Por otro lado, el 15 de julio de 2011 Castells fue nombrado diputado provincial de la Diputación de Barcelona, bajo la presidencia de Salvador Esteve. Inicialmente asumió el área de Educación y Tecnologías de la Información y la Comunicación, y el mes de febrero de 2013 pasó a ser diputado delegado de Infraestructuras, Urbanismo y Vivienda. El julio de 2015 pasó a ser vicepresidente segundo de la Diputación de Barcelona y titular de Desarrollo Económico Local.
Desde el 28 de junio del 2018 hasta el 11 de julio de 2019 fue presidente de la Diputación de Barcelona.